# 井筒造船所
株式会社井筒造船所（いづつぞうせんしょ）は、長崎県長崎市に本社・造船所を置く造船・船舶修繕事業者である。

## 概要
1927年（昭和2年）6月に現在地において創業し、以後法人化等を経ながら、おもに漁船や小型内航船の建造・修理を行っている。沖合漁業向けの漁船や、500総トン以下の小型フェリー等の建造に特色を有する。
日本中小型造船工業会の会員企業であったが、2019年に退会した。
国土交通省による舶用内燃機関サービス・ステーション（SS）の証明を取得している。
敷地内にある福利厚生施設のフットサル場は、「井筒WING STADIUM」の名称で関係者以外の一般向けにも有料で利用を開放している。
2019年に東京都向けに建造した漁業調査指導船やしおは、省エネと荒天時の海洋調査能力発揮の双方を最適化する船型の開発や、機関部の遠隔監視、船内システムの遠隔更新などの漁業調査船としての先進性等が評価され、日本船舶海洋工学会のシップ・オブ・ザ・イヤー2019漁船・調査船部門賞を受賞した。

## 主要設備
- 新造船台：70m×17m 最大建造能力 999GT[3][7]
- 修繕船台：41.5m×7.9m 修繕能力 300GT[3][8]
- 修繕船台：41.5m×7.9m 修繕能力 300GT[3][8]
- 浮ドック：80m×16m 入渠最大船舶 1,100GT[3][7]
- ジブクレーン：45t×1 15t×1 10t×4[7]
- 門型クレーン：5t×1 2.8t×1[7]
- 作業船：3隻[7]

接岸修理は同時に6隻まで可能。

## 沿革
- 1927年（昭和2年）6月1日 - 現在地において創業[9]。
- 1936年（昭和11年）6月1日 - 株式会社井筒兄弟造船所設立[9]。
- 1942年（昭和17年）6月1日 - 戦時体制による造船企業の統合が行われ、株式会社長崎造船所が設立される[9]。
- 1948年（昭和23年）3月31日 - 戦時体制を解消し、統合前の企業体制に復帰[9]。
- 1952年（昭和27年）6月1日 - 株式会社井筒造船所に社名を変更[9]。
- 1956年（昭和31年）10月 - 鋼船の建造・修理を開始[9]。
- 1969年（昭和44年）12月 - 隣接する旧上戸造船所の跡地を購入し、第二工場とする[9]。
- 1973年（昭和48年）6月26日 - 山一石油戸町の用地を購入し、第三工場とする[9]。
- 1985年（昭和60年）
  - 3月1日 - 旧・長崎製氷株式会社の工場用地を購入[9]。
  - 10月 - 中古の浮ドックを購入・改造し（499GT対応）、第三工場沖に設置[9]。
- 1991年（平成3年）3月31日 - 499GT対応の浮ドックを新造し、旧浮ドックを廃棄[9]。
- 1993年（平成5年）11月 - 40tジブクレーン及び組み立て盤を設置[9]。
- 1995年（平成7年）2月 - 浮ドックを999GTに拡張し、長崎造船株式会社との共有とする[10]。
- 2001年（平成13年）1月10日 - 建設業許可を取得（土木工事業・鋼構造物工事業）[9]。